# 伊斯特米納
伊斯特米納是哥倫比亞的城鎮，位於該國西部，由喬科省負責管轄，距離首府基布多75公里，始建於1834年3月8日，面積2,480平方公里，海拔高度79米，2005年人口23,359。

## 外部連結
- （西班牙文） Istmina official municipality website

5°10′N 76°41′W / 5.167°N 76.683°W